# 1751
Il 1751 (MDCCLI in numeri romani) è un anno  del XVIII secolo.

## Eventi
- 1º gennaio – Papa Benedetto XIV pubblica la lettera enciclica Celebrationem Magni, sull'estensione del Giubileo all'intero mondo cattolico.
- 26 maggio – Un meteorite cade a Hrašćina alla presenza di un grande numero di testimoni.
- 5 dicembre – Cerimonia della posa della prima pietra della Reggia di Caserta.
- Inizia la pubblicazione dell'Encyclopédie dei francesi Denis Diderot e Jean Baptiste Le Rond d'Alembert.
- Linneo pubblica la "Philosophia Botanica", testo fondamentale della botanica in cui vengono poste le basi della classificazione delle piante secondo il metodo della nomenclatura binomiale.
- Gray pubblica Elegia scritta in un cimitero campestre.
- Eruzione effusiva del Vesuvio.

## Nati

### Gennaio
- 4 gennaio - Nicolao Sottile, presbitero e scrittore italiano († 1832)
- 5 gennaio - Salvatore Palazzotto, imprenditore italiano († 1824)
- 12 gennaio - Ferdinando I delle Due Sicilie, re († 1825)
- 12 gennaio - Joseph Kinsky von Wchinitz und Tettau, principe († 1798)
- 14 gennaio - Franz von Zeiller, giurista austriaco († 1828)
- 20 gennaio - Ferdinando I di Parma, nobile italiano († 1802)
- 23 gennaio - Jakob Michael Reinhold Lenz, scrittore tedesco († 1792)
- 28 gennaio - Georg Adolf Suckow, fisico, chimico e naturalista tedesco († 1813)
- 29 gennaio - Hans Carl Knudtzon, politico e armatore norvegese († 1823)
- 29 gennaio - Luisa di Waldeck e Pyrmont, principessa tedesca († 1817)
- 29 gennaio - Francis Osborne, V duca di Leeds, giurista e politico britannico († 1799)
- 31 gennaio - Jean François Carteaux, generale e pittore francese († 1813)

### Febbraio
- 1º febbraio - Charles-Nicolas-Sigisbert Sonnini de Manoncourt, naturalista e viaggiatore francese († 1812)
- 7 febbraio - Giorgio Vincenzo Pigliacelli, giurista e politico italiano († 1799)
- 12 febbraio - Giberto Borromeo, nobile e politico italiano († 1837)
- 15 febbraio - Johann Heinrich Wilhelm Tischbein, pittore tedesco († 1829)
- 18 febbraio - Adolf Ulrik Wertmüller, pittore svedese († 1811)
- 20 febbraio - Johann Heinrich Voss, poeta e traduttore tedesco († 1826)
- 22 febbraio - Enrico XV di Reuss zu Plauen, nobile († 1825)
- 23 febbraio - Henry Dearborn, politico, medico e statistico statunitense († 1829)
- 24 febbraio - Bartolomeo Forteguerri, ammiraglio italiano († 1809)
- 26 febbraio - Giuseppe Orus, veterinario italiano († 1792)

### Marzo
- 8 marzo - Giovanni Caccia Piatti, cardinale italiano († 1833)
- 9 marzo - Sébastien Gérardin, naturalista, ornitologo e botanico francese († 1816)
- 15 marzo - Jean-Nicolas Démeunier, politico e saggista francese († 1814)
- 16 marzo - James Madison, politico statunitense († 1836)
- 17 marzo - Anders Dahl, botanico svedese († 1789)
- 18 marzo - Robert Hay-Drummond, X conte di Kinnoull, nobile scozzese († 1804)
- 19 marzo - Francesco Gallarati Scotti, giurista, giudice e nobile italiano († 1827)
- 19 marzo - Maria Giuseppina d'Asburgo-Lorena, nobile austriaca († 1767)
- 25 marzo - Pietro Gonzaga, pittore e scenografo italiano († 1831)

### Aprile
- 3 aprile - Antonio Francesco Campana, fisico e medico italiano († 1832)
- 3 aprile - Jean-Baptiste Moyne, compositore francese († 1796)
- 5 aprile - Maria Lullin, entomologa svizzera († 1822)
- 10 aprile - Vincenzo Angelo Orelli, pittore svizzero († 1813)
- 16 aprile - Pratap Singh Shah, re nepalese († 1777)
- 18 aprile - Fëdor Nikolaevič Golicyn, poeta russo († 1827)
- 21 aprile - Ira Allen, generale e politico statunitense († 1814)
- 23 aprile - Gilbert Elliot-Murray-Kynynmound, I conte di Minto, politico, diplomatico e nobile britannico († 1814)
- 23 aprile - Johann Emanuel Joseph von Khevenhüller-Metsch, funzionario austriaco († 1847)

### Maggio
- 1º maggio - Judith Sargent Murray, scrittrice, poetessa e drammaturga statunitense († 1820)
- 7 maggio - Girolamo Lucchesini, diplomatico e scrittore italiano († 1825)
- 9 maggio - Jakob Friedrich von Abel, filosofo tedesco († 1829)
- 10 maggio - Antonio Maria Torricelli, pittore svizzero († 1808)
- 11 maggio - Ralph Earl, pittore statunitense († 1801)
- 12 maggio - Gaetano Manna, compositore italiano († 1804)
- 13 maggio - Alberto Alemagna, politico italiano († 1828)
- 21 maggio - Gudmund Jöran Adlerbeth, politico, storico e antiquario svedese († 1818)
- 24 maggio - Carlo Emanuele IV di Savoia, sovrano († 1819)
- 31 maggio - John Abbot, entomologo, ornitologo e botanico britannico († 1840)
- 31 maggio - Pierre Rousseau, architetto francese († 1829)

### Giugno
- 2 giugno - Jean-Joseph-Victor Genissieu, politico, avvocato e magistrato francese († 1804)
- 3 giugno - Vincenzo Romano, presbitero italiano († 1831)
- 26 giugno - Louis Marie de Milet de Mureau, politico, generale e nobile francese († 1825)
- 29 giugno - William Roxburgh, botanico scozzese († 1815)

### Luglio
- 4 luglio - Giuseppe Ceracchi, scultore italiano († 1801)
- 5 luglio - Francesco Vendramin, politico e diplomatico italiano († 1818)
- 9 luglio - Nikolaj Petrovič Šeremetev, politico russo († 1809)
- 12 luglio - Giulia Billiart, religiosa francese († 1816)
- 12 luglio - Francisco Salvà i Campillo, fisico e medico spagnolo († 1828)
- 13 luglio - George Mason-Villiers, II conte Grandison, politico britannico († 1800)
- 18 luglio - Johann Thomas Ludwig Wehrs, teologo tedesco († 1811)
- 21 luglio - Luigi Romanelli, librettista italiano († 1839)
- 22 luglio - Carolina Matilde di Hannover, sovrana danese († 1775)
- 28 luglio - Geneviève de Gramont, nobildonna francese († 1794)
- 28 luglio - Joseph Habersham, politico e militare statunitense († 1815)
- 29 luglio - Elisabetta Caminer, scrittrice e editrice italiana († 1796)
- 30 luglio - Ermanno di Hohenzollern-Hechingen, principe († 1810)
- 30 luglio - Maria Anna Mozart, compositrice, pianista e clavicembalista austriaca († 1829)
- 31 luglio - Nikolaj Petrovič Osipov, scrittore, poeta e traduttore russo († 1799)

### Agosto
- 2 agosto - August Christian Andreas Abel, violinista tedesco († 1834)
- 2 agosto - William Adam, politico e avvocato britannico († 1839)
- 2 agosto - Nicolas-Marie Gatteaux, medaglista e scultore francese († 1832)
- 2 agosto - Lorenz Hübner, presbitero, scrittore e pubblicista tedesco († 1807)
- 7 agosto - Guglielmina di Prussia, principessa tedesca († 1820)
- 11 agosto - Agostino Colaianni, vescovo cattolico italiano († 1814)
- 19 agosto - Samuel Prescott, patriota statunitense († 1777)
- 23 agosto - Michele Natale, vescovo cattolico italiano († 1799)
- 23 agosto - Viviano Orfini, cardinale italiano († 1823)
- 23 agosto - Nikolaus Simrock, cornista e editore tedesco († 1832)
- 26 agosto - Manuel José Abad y Queipo, presbitero spagnolo († 1825)

### Settembre
- 1º settembre - Emanuel Schikaneder, attore teatrale, basso e librettista tedesco († 1812)
- 2 settembre - Giannantonio Selva, architetto e architetto del paesaggio italiano († 1819)
- 3 settembre - Giustiniano Palomba, avvocato, patriota e politico italiano († 1800)
- 5 settembre - François-Joseph Westermann, generale francese († 1794)
- 6 settembre - Luigi Pandolfi, cardinale italiano († 1824)
- 8 settembre - Antonio Maria Frosini, cardinale italiano († 1834)
- 9 settembre - Uesugi Harunori, giapponese († 1822)
- 10 settembre - Bartolomeo Campagnoli, violinista e compositore italiano († 1827)
- 11 settembre - Carlotta di Sassonia-Meiningen, nobile († 1827)
- 13 settembre - Luigi di Borbone-Francia, principe francese († 1761)
- 14 settembre - Federico Augusto Alessandro di Beaufort-Spontin, nobile belga († 1817)
- 24 settembre - François-Marie Bigex, arcivescovo cattolico italiano († 1827)
- 24 settembre - Giovanni Colbran, violinista spagnolo († 1820)
- 25 settembre - Carlo Eugenio di Lorena, principe di Lambesc, principe e generale francese († 1825)

### Ottobre
- 1º ottobre - Marsilio Landriani, chimico italiano († 1815)
- 2 ottobre - Angelo Maria d'Elci, letterato italiano († 1824)
- 4 ottobre - Daniel Boëthius, filosofo svedese († 1810)
- 5 ottobre - James Iredell, giudice statunitense († 1799)
- 5 ottobre - John Shore, I barone Teignmouth, funzionario britannico († 1834)
- 8 ottobre - Gaetano d'Ancora, archeologo, filologo e grecista italiano († 1816)
- 9 ottobre - Pierre Louis de Lacretelle, giurista francese († 1824)
- 10 ottobre - Francesco Cancellieri, storico, bibliotecario e bibliografo italiano († 1826)
- 10 ottobre - Étienne Morel de Chédeville, drammaturgo e librettista francese († 1814)
- 15 ottobre - David Samwell, medico e poeta britannico († 1798)
- 16 ottobre - Federica Luisa d'Assia-Darmstadt, regina († 1805)
- 16 ottobre - Franz Schütz, pittore e incisore tedesco († 1781)
- 17 ottobre - Paolo Lamberto D'Allègre, arcivescovo cattolico italiano († 1821)
- 19 ottobre - Charles Édouard Jennings de Kilmaine, generale irlandese († 1799)
- 21 ottobre - Giovanni Maria Angioy, rivoluzionario, funzionario e politico italiano († 1808)
- 22 ottobre - Nathanael Gottfried Leske, entomologo e geologo tedesco († 1786)
- 23 ottobre - Leopoldo Camillo Volta, storico italiano († 1823)
- 28 ottobre - Dmitrij Stepanovič Bortnjanskij, compositore russo († 1825)
- 30 ottobre - Richard Brinsley Sheridan, politico, commediografo e direttore teatrale irlandese († 1816)

### Novembre
- 1º novembre - Ennio Quirino Visconti, archeologo, politico e museologo italiano († 1818)
- 2 novembre - Théodore-Pierre Bertin, insegnante, traduttore e inventore francese († 1819)
- 5 novembre - Ascanio Baldasseroni, avvocato e giurista italiano († 1824)
- 6 novembre - Alexandre de Gouveia, missionario e vescovo cattolico portoghese († 1808)
- 11 novembre - Giuseppe Maria Doria Pamphilj, cardinale e arcivescovo cattolico italiano († 1816)
- 15 novembre - Gottlieb Jakob Planck, storico tedesco († 1833)
- 17 novembre - Johann Michael Sailer, teologo e vescovo cattolico tedesco († 1832)
- 17 novembre - Bartolo Villaroja, nobile, politico e patriota italiano († 1799)
- 23 novembre - George Waldegrave, IV conte Waldegrave, nobile e ufficiale inglese († 1789)
- 24 novembre - Antonio Benedetto Carpano, inventore italiano († 1821)
- 25 novembre - Joseph Lepaute Dagelet, astronomo e matematico francese († 1788)

### Dicembre
- 1º dicembre - Johan Henric Kellgren, scrittore svedese († 1795)
- 1º dicembre - Charles Philippe Ronsin, generale e drammaturgo francese († 1794)
- 2 dicembre - Jean François Hue, pittore francese († 1823)
- 4 dicembre - Giovanni Pindemonte, poeta e drammaturgo italiano († 1812)
- 6 dicembre - Pascal François Joseph Gossellin, numismatico, geografo e storico francese († 1830)
- 8 dicembre - Heinrich Friedrich Füger, pittore tedesco († 1818)
- 9 dicembre - Maria Luisa di Borbone-Parma, regina († 1819)
- 10 dicembre - George Shaw, botanico e zoologo inglese († 1813)
- 11 dicembre - Christian Wilhelm von Dohm, storico tedesco († 1820)
- 19 dicembre - Giuseppe Giordani, compositore italiano († 1798)
- 24 dicembre - Lars von Engeström, politico e diplomatico svedese († 1826)
- 26 dicembre - Clemente Maria Hofbauer, presbitero e santo ceco († 1820)
- 26 dicembre - Lord George Gordon, politico inglese († 1793)
- 31 dicembre - Marciano Di Leo, scrittore, poeta e oratore italiano († 1819)
- 31 dicembre - Giovanni Battista Lampi, pittore italiano († 1830)

### Senza giorno specificato
- William Absolon, pittore e decoratore britannico († 1815)
- Léonard-Alexis Autié, stilista, impresario teatrale e parrucchiere francese († 1820)
- John Bagwell, politico irlandese († 1816)
- Matteo Borsa, saggista, critico letterario e filosofo italiano († 1798)
- Pierre Emmanuel Bruneseau, ingegnere francese († 1819)
- Jean Alexandre Caffin, generale francese († 1819)
- Nicola Codronchi, filosofo e economista italiano († 1818)
- John Connolly, religioso e vescovo cattolico irlandese († 1825)
- Silvia Curtoni Verza, scrittrice italiana († 1835)
- Vincenzo De Mita, pittore italiano
- Luigi Del Buono, attore teatrale italiano († 1832)
- François-Antoine-Henri Descroizilles, chimico francese († 1825)
- María Antonia Fernández, attrice teatrale spagnola († 1787)
- Fra Felice da Palermo, pittore, architetto e ingegnere italiano († 1824)
- Giovanni Greppi, commediografo, attore teatrale e librettista italiano († 1827)
- William Hamilton, pittore inglese († 1801)
- Zalkind Hourwitz, scrittore polacco († 1812)
- John Ledyhard, esploratore statunitense († 1789)
- Paola Castiglioni Litta, nobile italiana († 1846)
- Józef Lubomirski, nobile e generale polacco († 1817)
- Henry Moore, religioso irlandese († 1844)
- Leopoldo Pollack, architetto italiano († 1806)
- Michail Rumjancev-Zadunajskij, generale russo († 1811)
- Francesco Salari, compositore italiano († 1828)
- Girolamo Schiavon, compositore e organista italiano († 1821)
- Thomas Sheraton, ebanista inglese († 1806)
- Benjamin Stoddert, politico statunitense († 1813)
- Pierre-Philippe Thomire, orafo francese († 1843)
- Varvara Sergeevna Urusova, nobildonna russa († 1831)

## Morti

### Gennaio
- 3 gennaio - Anna Sofia Carlotta di Brandeburgo-Schwedt, nobildonna tedesca (n. 1706)
- 4 gennaio - Robert Maynard, militare inglese (n. 1684)
- 6 gennaio - Carl Marcus Tuscher, pittore, scultore e architetto tedesco (n. 1705)
- 7 gennaio - Federico IV d'Assia-Homburg (n. 1724)
- 17 gennaio - Tomaso Albinoni, compositore e violinista italiano (n. 1671)
- 20 gennaio - John Hervey, I conte di Bristol, politico inglese (n. 1665)
- 21 gennaio - François Armand Gervaise, religioso francese (n. 1660)
- 26 gennaio - Hermann Carl von Ogilvy, generale e politico boemo (n. 1679)
- 29 gennaio - Giuseppe Amico di Castell'Alfero, militare italiano (n. 1673)
- 29 gennaio - Martin Knutzen, filosofo tedesco (n. 1713)
- 29 gennaio - Jacob van Schuppen, pittore francese (n. 1670)

### Febbraio
- 1º febbraio - Mondilio Orsini, patriarca cattolico italiano (n. 1690)
- 1º febbraio - Michel-Étienne Turgot, politico francese (n. 1690)
- 8 febbraio - Nicola Salvi, architetto italiano (n. 1697)
- 9 febbraio - Henri François d'Aguesseau, giurista e politico francese (n. 1668)
- 11 febbraio - Johann Christian Feige, scultore e intagliatore tedesco (n. 1689)
- 13 febbraio - Muhyi ad-Din Muzaffar Jang Hidayat, principe indiano
- 18 febbraio - Giuseppe Matteo Alberti, compositore italiano (n. 1685)
- 18 febbraio - Kilian Ignaz Dientzenhofer, architetto tedesco (n. 1689)
- 25 febbraio - Georg Caspar Schürmann, compositore tedesco
- 28 febbraio - Kyranna di Salonicco, santa greca (n. 1731)

### Marzo
- 8 marzo - Johann Benjamin Thomae, scultore e ebanista tedesco (n. 1682)
- 13 marzo - Pietro Castrucci, compositore e violinista italiano (n. 1679)
- 15 marzo - Jean-Louis Des Balbes de Berton de Crillon, arcivescovo cattolico francese (n. 1684)
- 18 marzo - William Coventry, V conte di Coventry, politico inglese (n. 1667)
- 24 marzo - János Pálffy, generale austriaco (n. 1664)
- 25 marzo - Federico I di Svezia, re (n. 1676)
- 31 marzo - Robert Walpole, II conte di Orford, politico inglese (n. 1701)
- 31 marzo - Federico, principe del Galles, duca (n. 1707)

### Aprile
- 7 aprile - Carl Otto Rechenberg, giurista, poeta e storico tedesco (n. 1689)
- 12 aprile - Sigismund von Kollonitz, cardinale e arcivescovo cattolico austriaco (n. 1676)
- 20 aprile - Gisella Agnese di Anhalt-Köthen, principessa (n. 1722)
- 22 aprile - Francis Scott, II duca di Buccleuch, politico scozzese (n. 1694)
- 23 aprile - Giacomo I di Monaco, principe (n. 1689)
- 24 aprile - Charles Calvert, V barone Baltimore, nobile e politico irlandese (n. 1699)
- 30 aprile - Peter Lacy, generale irlandese (n. 1678)

### Maggio
- 2 maggio - Maria Maddalena Musi, soprano italiano (n. 1669)
- 2 maggio - Domenico Valguarnera, vescovo cattolico italiano (n. 1697)
- 14 maggio - Mary Churchill, nobile britannica (n. 1689)
- 14 maggio - Henry Reinhold, basso tedesco (n. 1690)
- 19 maggio - Józef Potocki, condottiero polacco (n. 1673)
- 20 maggio - Domingo Miguel Bernabé Terradellas, compositore spagnolo (n. 1713)
- 29 maggio - Paolo Groppelli, scultore italiano (n. 1677)

### Giugno
- 5 giugno - Corrado Gonzaga di Palazzolo, nobile italiano (n. 1674)
- 8 giugno - Giuseppe Maria Brocchi, presbitero e scrittore italiano (n. 1687)
- 9 giugno - John Machin, matematico e astronomo inglese (n. 1680)
- 20 giugno - Sebastiano Paoli, letterato, archeologo e antiquario italiano (n. 1684)

### Luglio
- 2 luglio - François Robichon de La Guérinière, cavaliere francese (n. 1688)
- 5 luglio - Nicolò Cattaneo Della Volta, doge (n. 1679)
- 11 luglio - Augusta Dorotea di Brunswick-Wolfenbüttel, duchessa (n. 1666)
- 12 luglio - Tokugawa Yoshimune, militare giapponese (n. 1684)
- 27 luglio - Charles Beauclerk, II duca di St. Albans, nobile e politico inglese (n. 1696)
- 31 luglio - Tiryaki Hacı Mehmed Pascià, politico ottomano (n. 1680)

### Agosto
- 1º agosto - Paul de Lamerie, orafo britannico (n. 1688)
- 25 agosto - Sarah Cadogan, nobildonna inglese (n. 1705)
- 25 agosto - Christian Friedrich Rolle, organista e compositore tedesco (n. 1681)
- 30 agosto - Christopher Polhem, scienziato e inventore svedese (n. 1661)

### Settembre
- 4 settembre - Jacques Philippe D'Orville, filologo e storico olandese (n. 1696)
- 12 settembre - Maria Anna Carolina del Palatinato-Neuburg, nobile tedesca (n. 1693)

### Ottobre
- 2 ottobre - Pierre Du Mage, compositore e organista francese (n. 1674)
- 11 ottobre - Bartolomeo Rota, mercante e nobile italiano (n. 1668)
- 17 ottobre - Pietro Antonio Corsignani, vescovo cattolico e storico italiano (n. 1686)
- 21 ottobre - Annibale Albani, cardinale e vescovo cattolico italiano (n. 1682)
- 22 ottobre - Guglielmo IV di Orange-Nassau, nobile (n. 1711)
- 26 ottobre - Philip Doddridge, teologo inglese (n. 1702)

### Novembre
- 11 novembre - Julien Offray de La Mettrie, medico e filosofo francese (n. 1709)
- 16 novembre - George Graham, orologiaio e inventore inglese (n. 1673)
- 18 novembre - Abraham Vater, anatomista tedesco (n. 1684)
- 19 novembre - Giovanni Antonio De Pieri, pittore italiano (n. 1671)
- 26 novembre - Leonardo da Porto Maurizio, presbitero, religioso e santo italiano (n. 1676)
- 27 novembre - Charles François Paul Le Normant de Tournehem, politico francese (n. 1684)
- 29 novembre - Salvino Salvini, poeta e umanista italiano (n. 1667)
- 30 novembre - Jean-Philippe Loys de Chéseaux, astronomo svizzero (n. 1718)

### Dicembre
- 8 dicembre - Jean-Pierre de Caussade, gesuita francese (n. 1675)
- 8 dicembre - Lothar Joseph Dominik von Königsegg-Rothenfels, generale e diplomatico austriaco (n. 1673)
- 12 dicembre - Henry Saint-John Bolingbroke, politico e filosofo inglese (n. 1678)
- 16 dicembre - Leopoldo II di Anhalt-Dessau, principe tedesco (n. 1700)
- 19 dicembre - Luisa di Hannover, regina (n. 1724)
- 20 dicembre - Christian Heinrich Eckhard, giurista, storico e diplomatista tedesco (n. 1716)
- 29 dicembre - Carlo di Lorena, nobile francese (n. 1684)

### Senza giorno specificato
- Antonia de Rocamora, nobildonna spagnola (n. 1724)
- Richard Cassels, architetto irlandese (n. 1690)
- Antonio Di Gennaro, matematico italiano (n. 1676)
- Joseph Fauchier, ceramista francese (n. 1687)
- Anna Gavrilovna Golovkina, nobildonna russa
- John Gorham, generale britannico (n. 1709)
- John Frederick Lampe, compositore e fagottista tedesco (n. 1703)
- Giovanni Domenico Lombardi, pittore italiano (n. 1682)
- Pierre-Antoine Mallet, esploratore francese (n. 1700)
- Giommaria Mameli, politico italiano (n. 1675)
- Jacques Martin, presbitero francese (n. 1684)
- Nishikawa Sukenobu, pittore e incisore giapponese (n. 1671)
- Claudius Innocentius du Paquier,  austriaco (n. 1679)
- Nathaniel Parr, incisore e editore britannico
- Giulio Quaglio il Giovane, pittore italiano (n. 1668)
- Giovanni Francesco Richelmi, teologo e gesuita italiano (n. 1679)
- Thomas Thynne, II visconte Weymouth, politico inglese (n. 1710)
- Louise Julie de Mailly,  francese (n. 1710)

## Calendario
| Calendario 1751 | Calendario 1751 | Calendario 1751 | Calendario 1751 | Calendario 1751 | Calendario 1751 | Calendario 1751 | Calendario 1751 | Calendario 1751 | Calendario 1751 | Calendario 1751 | Calendario 1751 | Calendario 1751 | Calendario 1751 | Calendario 1751 | Calendario 1751 | Calendario 1751 | Calendario 1751 | Calendario 1751 | Calendario 1751 | Calendario 1751 | Calendario 1751 | Calendario 1751 | Calendario 1751 | Calendario 1751 | Calendario 1751 | Calendario 1751 | Calendario 1751 | Calendario 1751 | Calendario 1751 | Calendario 1751 | Calendario 1751 | Calendario 1751 |
| --------------- | --------------- | --------------- | --------------- | --------------- | --------------- | --------------- | --------------- | --------------- | --------------- | --------------- | --------------- | --------------- | --------------- | --------------- | --------------- | --------------- | --------------- | --------------- | --------------- | --------------- | --------------- | --------------- | --------------- | --------------- | --------------- | --------------- | --------------- | --------------- | --------------- | --------------- | --------------- | --------------- |
|                 | 1               | 2               | 3               | 4               | 5               | 6               | 7               | 8               | 9               | 10              | 11              | 12              | 13              | 14              | 15              | 16              | 17              | 18              | 19              | 20              | 21              | 22              | 23              | 24              | 25              | 26              | 27              | 28              | 29              | 30              | 31              |                 |
| Gennaio         | Ve              | Sa              | Do              | Lu              | Ma              | Me              | Gi              | Ve              | Sa              | Do              | Lu              | Ma              | Me              | Gi              | Ve              | Sa              | Do              | Lu              | Ma              | Me              | Gi              | Ve              | Sa              | Do              | Lu              | Ma              | Me              | Gi              | Ve              | Sa              | Do              |                 |
| Febbraio        | Lu              | Ma              | Me              | Gi              | Ve              | Sa              | Do              | Lu              | Ma              | Me              | Gi              | Ve              | Sa              | Do              | Lu              | Ma              | Me              | Gi              | Ve              | Sa              | Do              | Lu              | Ma              | Me              | Gi              | Ve              | Sa              | Do              |                 |                 |                 |                 |
| Marzo           | Lu              | Ma              | Me              | Gi              | Ve              | Sa              | Do              | Lu              | Ma              | Me              | Gi              | Ve              | Sa              | Do              | Lu              | Ma              | Me              | Gi              | Ve              | Sa              | Do              | Lu              | Ma              | Me              | Gi              | Ve              | Sa              | Do              | Lu              | Ma              | Me              |                 |
| Aprile          | Gi              | Ve              | Sa              | Do              | Lu              | Ma              | Me              | Gi              | Ve              | Sa              | Do              | Lu              | Ma              | Me              | Gi              | Ve              | Sa              | Do              | Lu              | Ma              | Me              | Gi              | Ve              | Sa              | Do              | Lu              | Ma              | Me              | Gi              | Ve              |                 |                 |
| Maggio          | Sa              | Do              | Lu              | Ma              | Me              | Gi              | Ve              | Sa              | Do              | Lu              | Ma              | Me              | Gi              | Ve              | Sa              | Do              | Lu              | Ma              | Me              | Gi              | Ve              | Sa              | Do              | Lu              | Ma              | Me              | Gi              | Ve              | Sa              | Do              | Lu              |                 |
| Giugno          | Ma              | Me              | Gi              | Ve              | Sa              | Do              | Lu              | Ma              | Me              | Gi              | Ve              | Sa              | Do              | Lu              | Ma              | Me              | Gi              | Ve              | Sa              | Do              | Lu              | Ma              | Me              | Gi              | Ve              | Sa              | Do              | Lu              | Ma              | Me              |                 |                 |
| Luglio          | Gi              | Ve              | Sa              | Do              | Lu              | Ma              | Me              | Gi              | Ve              | Sa              | Do              | Lu              | Ma              | Me              | Gi              | Ve              | Sa              | Do              | Lu              | Ma              | Me              | Gi              | Ve              | Sa              | Do              | Lu              | Ma              | Me              | Gi              | Ve              | Sa              |                 |
| Agosto          | Do              | Lu              | Ma              | Me              | Gi              | Ve              | Sa              | Do              | Lu              | Ma              | Me              | Gi              | Ve              | Sa              | Do              | Lu              | Ma              | Me              | Gi              | Ve              | Sa              | Do              | Lu              | Ma              | Me              | Gi              | Ve              | Sa              | Do              | Lu              | Ma              |                 |
| Settembre       | Me              | Gi              | Ve              | Sa              | Do              | Lu              | Ma              | Me              | Gi              | Ve              | Sa              | Do              | Lu              | Ma              | Me              | Gi              | Ve              | Sa              | Do              | Lu              | Ma              | Me              | Gi              | Ve              | Sa              | Do              | Lu              | Ma              | Me              | Gi              |                 |                 |
| Ottobre         | Ve              | Sa              | Do              | Lu              | Ma              | Me              | Gi              | Ve              | Sa              | Do              | Lu              | Ma              | Me              | Gi              | Ve              | Sa              | Do              | Lu              | Ma              | Me              | Gi              | Ve              | Sa              | Do              | Lu              | Ma              | Me              | Gi              | Ve              | Sa              | Do              |                 |
| Novembre        | Lu              | Ma              | Me              | Gi              | Ve              | Sa              | Do              | Lu              | Ma              | Me              | Gi              | Ve              | Sa              | Do              | Lu              | Ma              | Me              | Gi              | Ve              | Sa              | Do              | Lu              | Ma              | Me              | Gi              | Ve              | Sa              | Do              | Lu              | Ma              |                 |                 |
| Dicembre        | Me              | Gi              | Ve              | Sa              | Do              | Lu              | Ma              | Me              | Gi              | Ve              | Sa              | Do              | Lu              | Ma              | Me              | Gi              | Ve              | Sa              | Do              | Lu              | Ma              | Me              | Gi              | Ve              | Sa              | Do              | Lu              | Ma              | Me              | Gi              | Ve              |                 |